# Whose Baby?
Whose Baby? è un cortometraggio muto del 1917 diretto da Clarence G. Badger.

## Produzione
Il film fu prodotto dalla Keystone Film Company con il titolo di lavorazione A Mock Bigamist.

## Distribuzione
Distribuito dalla Triangle Distributing, il film - un cortometraggio in due bobine - uscì nelle sale cinematografiche statunitensi il 1º luglio 1917. Una copia del film viene conservata negli archivi dell'UCLA Film and Television Archive.